# Репинцы (Тернопольская область)
Репинцы (укр. Ріпинці) — село в Бучачской городской общине Чортковского района Тернопольской области Украини.
До 2020 года входило в Бучачский район.
Код КОАТУУ — 6121285801. Население по переписи 2001 года составляло 624 человека.

## География
Село Репинцы находится на берегу реки Ольховец, выше по течению на расстоянии в 0,5 км расположено село Цветова, ниже по течению примыкает село Помирцы.

## История
- 1785 год — первое упоминание о селе.

## Социальная сфера
- Школа I—II ст.
- Клуб.
- Фельдшерско-акушерский пункт.

## Достопримечательности
- Братская могила советских воинов.

## Галерея

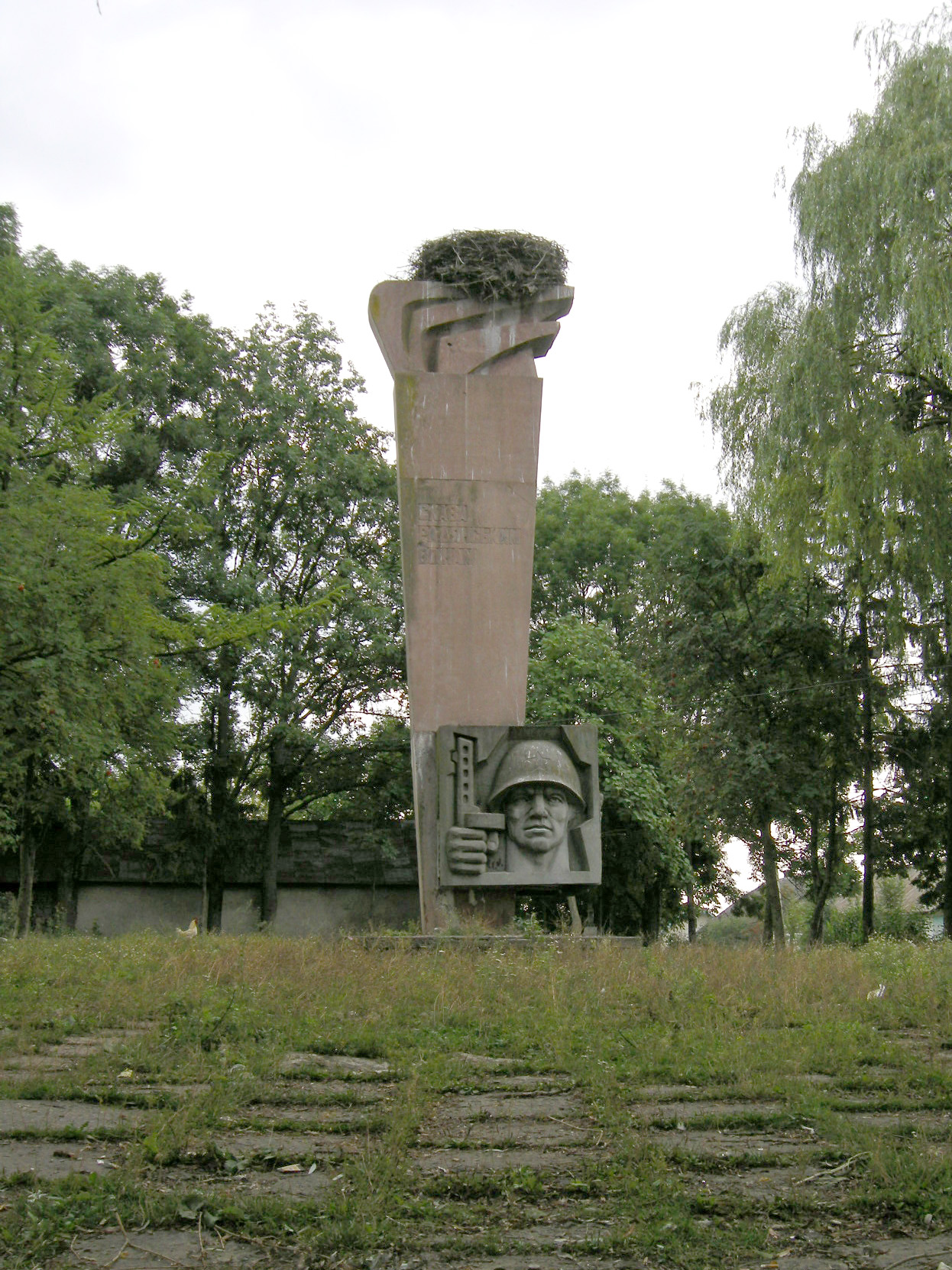
Памятник погибшим в Великой Отечественной войне
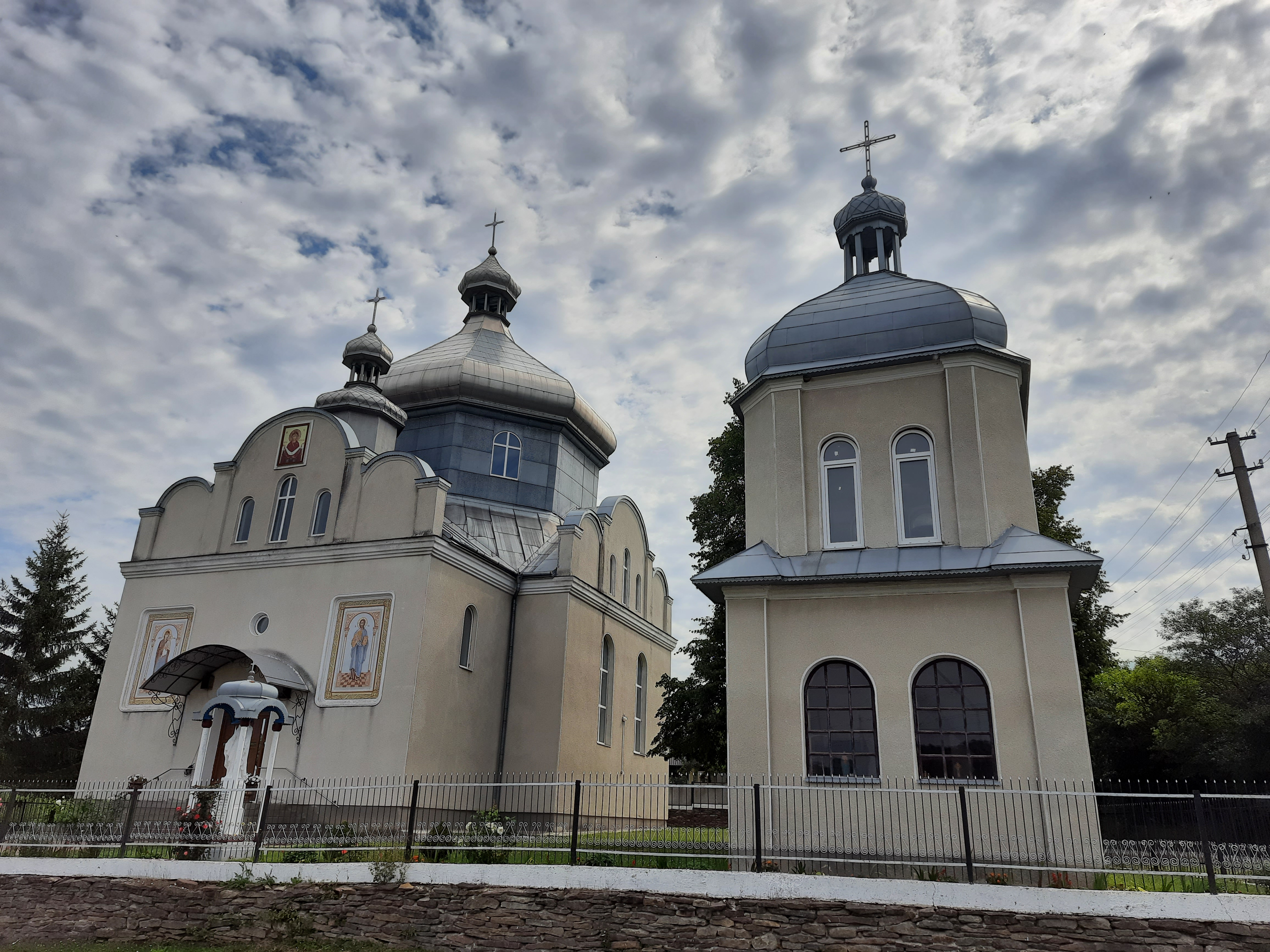
Церковь Покрова Пресвятой Богородицы
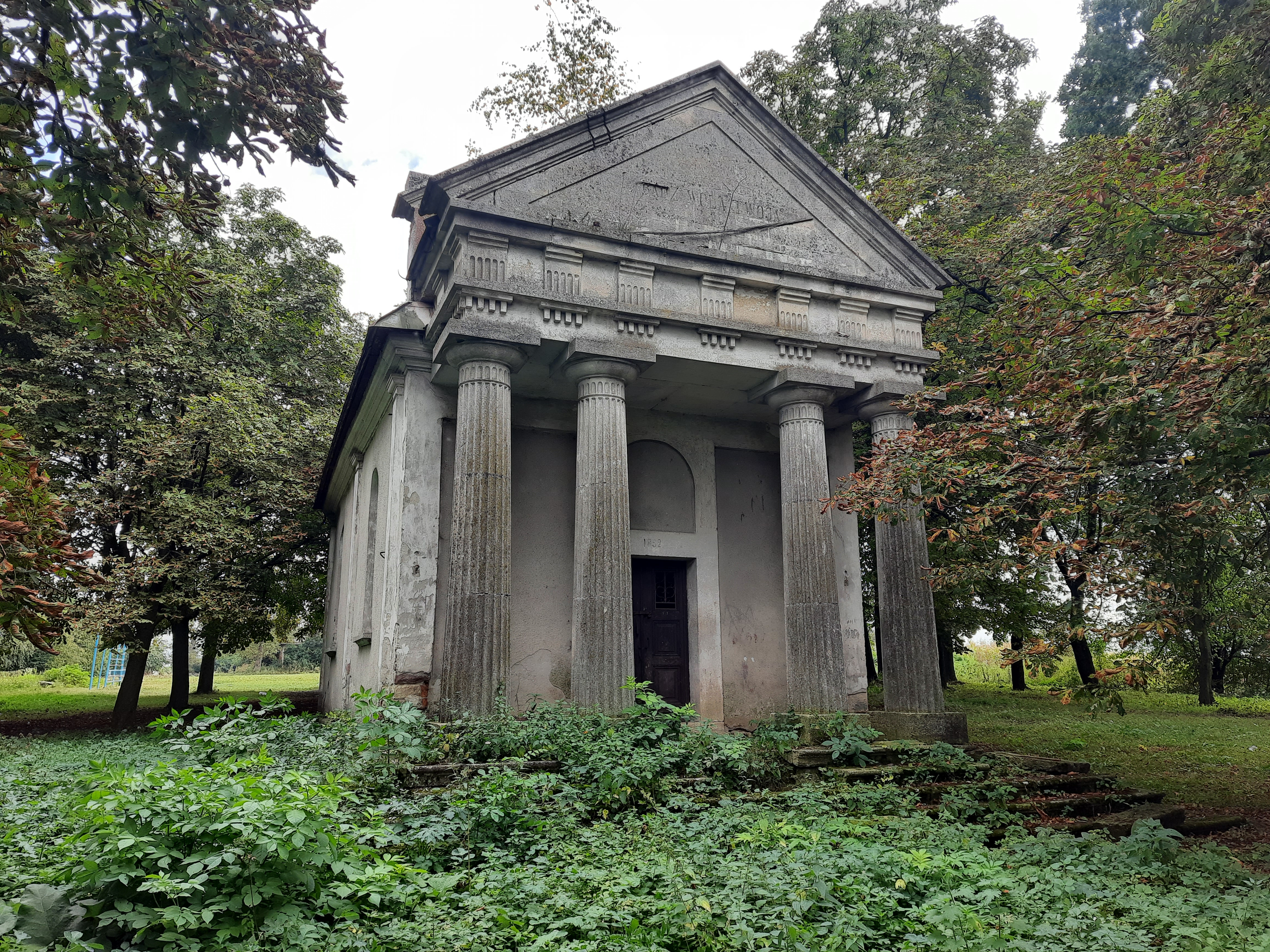
Римско-католическая часовня
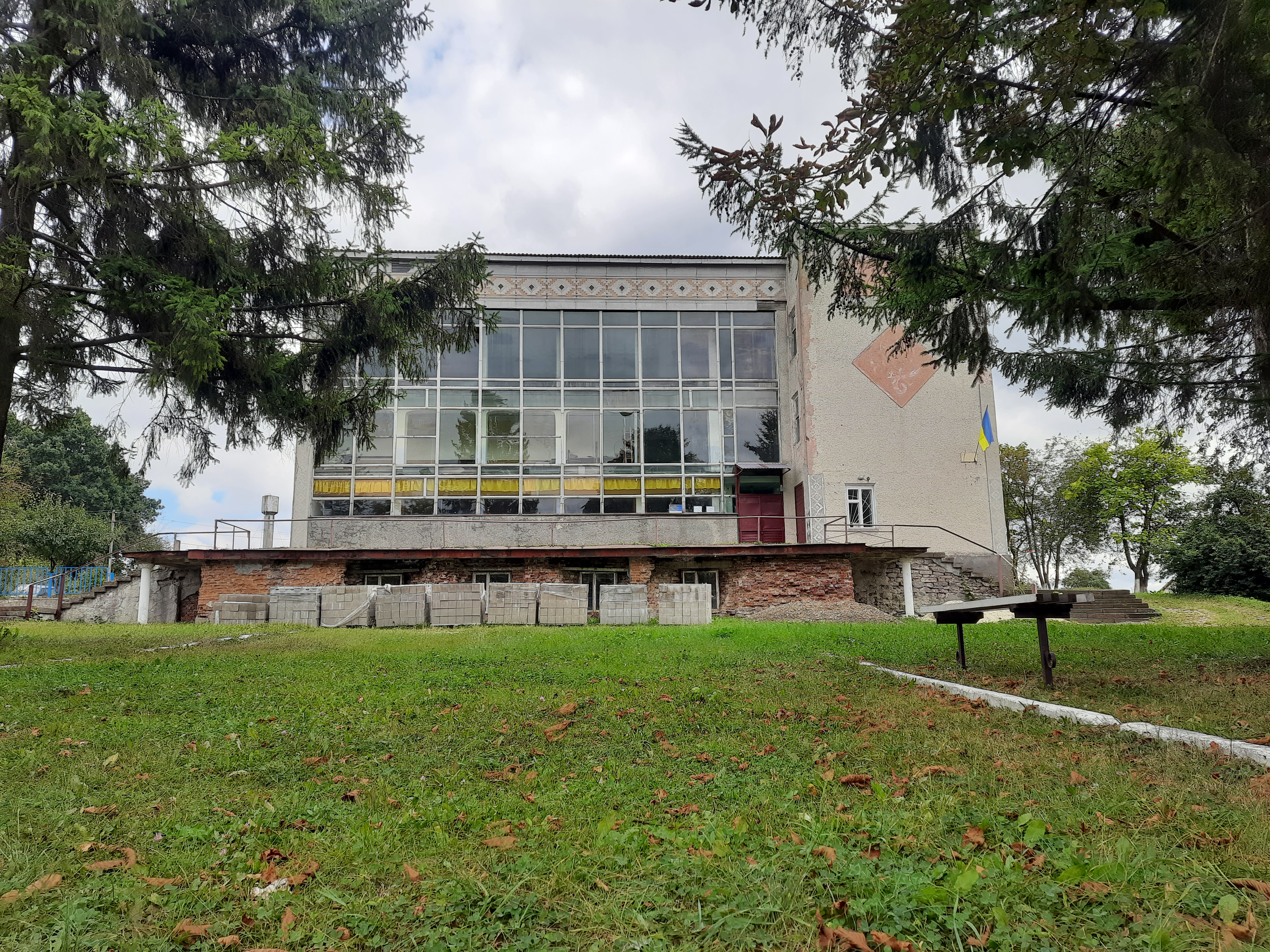
Дом культуры
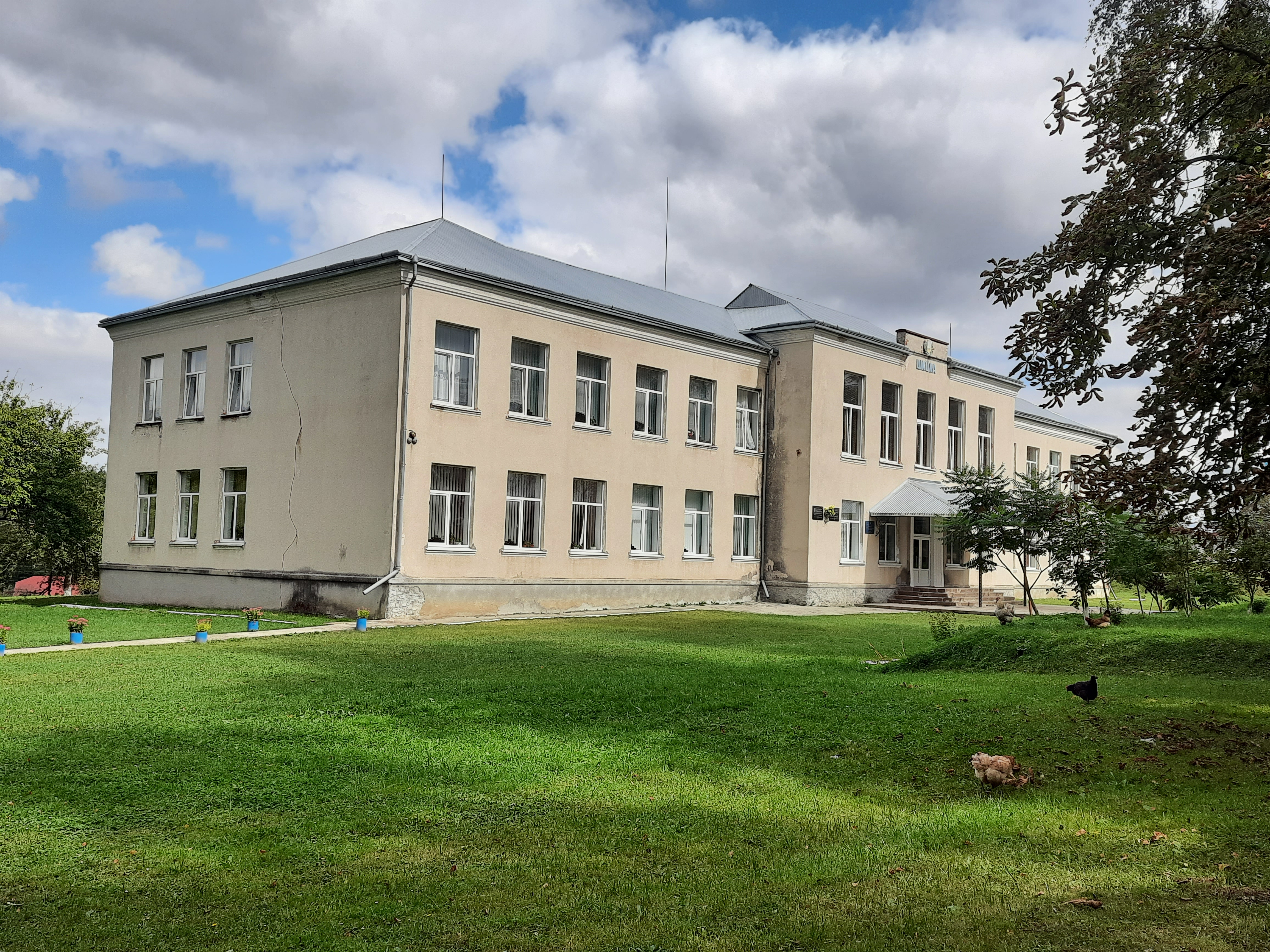
Школа

## Известные люди
- Кавчук Илларий Михайлович (1934—2004) — почётный шахтёр, кавалер орденов Трудовая Слава.